# Дијагноза: Убиство (3. сезона)
Трећа сезона серије Дијагноза: Убиство емитована је од 8. децембра 1995. године до 5. маја 1996. године петком у 21 час. Сезону је на ДВД-у издао Paramount Home Video.

## Опис
Чарли Шлатер се прикључио главној постави.

## Улоге
- Дик ван Дајк као др. Марк Слоун
- Викторија Ровел као др. Аманда Бентли
- Чарли Шлатер као др. Џеси Травис
- Мајкл Тучи као Норман Бригс
- Бери ван Дајк као Стив Слоун

## Епизоде
| Бр. еп. (укупно) | Бр. еп. (у сезони) | Наслов                               | Редитељ               | Сценариста                                                                      | Премијера          | Гледаност у САД-у (милиони) |
| --- | ------------------ | ------------------------------------ | --------------------- | ------------------------------------------------------------------------------- | ------------------ | --------------------------- |
| 42 | 1                  | "Невино убиство"                     | Винсент Мекивити      | Синтија Деминг и Вилијам Ројс                                                   | 8. децембар 1995.  | 13.00                       |
| Једна млада жена је убила свог оца Артура Јорка и успела да изведе да то изгледа као самоубиство, али је Слоун успео да пронађе рупе у њеној причи.                  |                    |                                      |                       |                                                                                 |                    |                             |
| 43 | 2                  | "Сведок убиства"                     | Парис Берклеј         | Синопсис: Синтија Деминг и Вилијам Ројс Сценарио: Мими Ротман Шапиро и Бил Велс | 15. децембар 1995. | 12.30                       |
| Слоун покушава да помогне девојци која је сведоичла очевом убиство, али се плаши да каже иком.                                                                       |                    |                                      |                       |                                                                                 |                    |                             |
| 44 | 3                  | "Баш америчко убиство"               | Кристијан И. Најби II | Том Чехак                                                                       | 22. децембар 1995. | 12.20                       |
| Налаз обдукције једне придошлице са плаже донео је изненађујући обрт у вези смрти исте.                                                                              |                    |                                      |                       |                                                                                 |                    |                             |
| 45 | 4                  | "Убиство у судници"                  | Брус Кеслер           | Роџер Ловенштајн                                                                | 29. децембар 1995. | 11.90                       |
| Марк врши поротничку дужност на случају злогласног плаћеног убице који је проглашен невиним − али је убијен направом коју је тужилац подметнуо из освете.            |                    |                                      |                       |                                                                                 |                    |                             |
| 46 | 5                  | "Убиство у бекству (1. део)"         | Криситјан И. Најби II | Синопсис: Стив Хетмен Сценарио: Морис Харли и Стив Хетмен                       | 5. јануар 1996.    | 13.40                       |
| Човек који је лажно осуђен да је убио своју супругу узео је Марка као таоца како би доказао своју невиност.                                                          |                    |                                      |                       |                                                                                 |                    |                             |
| 47 | 6                  | "Убиство у бекству (2. део)"         | Криситјан И. Најби II | Синопсис: Стив Хетмен Сценарио: Морис Харли и Стив Хетмен                       | 12. јануар 1996.   | 13.00                       |
| Слоун је постао убеђен да је Џорџ Керн невин па је кренуо да пронађе човека који је убио његову супругу.                                                             |                    |                                      |                       |                                                                                 |                    |                             |
| 48 | 7                  | "Љубав је убиство"                   | Тoм Чехак             | Нен Хејган                                                                      | 19. јануар 1996.   | 14.00                       |
| Стиву се свиђа извештачица која убија полицајце. |                    |                                      |                       |                                                                                 |                    |                             |
| 49 | 8                  | "Погрешно дијагностиковано убиство"  | Кристијан И. Најби II | Џери Конвеј                                                                     | 26. јануар 1996.   | 12.40                       |
| Џеси је упао у велику заверу када је видео наводно човека који је умро од срчаног удара, а богати добротвор је очарао Бригса.                                        |                    |                                      |                       |                                                                                 |                    |                             |
| 50 | 9                  | "Притисак на убиство"                | Кристофер Хиблер      | Сибил Гарднер                                                                   | 9. фебруар 1996.   | 12.20                       |
| Слоуна истражује смрт здравственог стажисте који је био Амандин брат од тетке, а једини кључ A.B.A.D.C.A.D. може на више начина да се протумачи.                     |                    |                                      |                       |                                                                                 |                    |                             |
| 51 | 10                 | "Живот на улицама може бити убиство" | Кристофер Хиблер      | Кери В. Хејс и Чед Хејс                                                         | 16. фебруар 1996.  | 13.20                       |
| Неко убија бескућнике и краде им органе због пресађивања. |                    |                                      |                       |                                                                                 |                    |                             |
| 52 | 11                 | "Убиство, убиство"                   | Питер Елис            | Ненси Бонд                                                                      | 23. фебруар 1996.  | 12.20                       |
| Слоун се суочио са двоструком невољом док је истраживао убиство старог пријатеља јер су главне осумњичене биле његова супруга и њена једнојајчана сестра близнакиња. |                    |                                      |                       |                                                                                 |                    |                             |
| 53 | 12                 | "Убиство у тами"                     | Бернерд Л. Ковалски   | Џојс Бурдит                                                                     | 8. март 1996.      | 11.40                       |
| Пијани хирург је оптужен да је убио лекарку која је водила разуздани живот ноћу.                                                                                     |                    |                                      |                       |                                                                                 |                    |                             |
| 54 | 13                 | "35-омилиметарско убиство"           | Брус Сет Грин         | Стив Хетмен                                                                     | 29. март 1996.     | 12.50                       |
| Слика коју је направио папарацо донела је траг у случају отмице и убиства, а Аманди су кренули трудови.                                                              |                    |                                      |                       |                                                                                 |                    |                             |
| 55 | 14                 | "Размена убиства"                    | Оз Скот               | Џојс Бурдит                                                                     | 5. април 1996.     | 13.00                       |
| Један психотерапеут је убио омаловажавајућу стручњакињу која је била претња по Слоунов посао, а онда је покушао да уцени лекара да му узврати услугу.                |                    |                                      |                       |                                                                                 |                    |                             |
| 56 | 15                 | "Предвиђено убиство"                 | Кристијан И. Најби II | Џери Конвеј                                                                     | 12. април 1996.    | 11.80                       |
| Видовњакиња из једне емисије тврди да је видела убиство које ће бити почињено.                                                                                       |                    |                                      |                       |                                                                                 |                    |                             |
| 57 | 16                 | "Убиство због књиге"                 | Кристофер Хиблер      | Том Чехак и Стив Хетмен                                                         | 19. април 1996.    | 11.60                       |
| Девојкама које су радиле као пословна пратња и ко-ауторки на њиховим књигама прети се убиством, а Аманда је открила да уопште није била правно удата.                |                    |                                      |                       |                                                                                 |                    |                             |
| 58 | 17                 | "Радијско убиство"                   | Кристијан И. Најби II | Синопсис: Џери Конвеј Сценарио: Џери Конвеј и Стив Хетмен                       | 26. април 1996.    | 12.00                       |
| Слоун сумња да једна ТВ водитељка намерава да убије безобразног водитеља једне емисије на радију.                                                                    |                    |                                      |                       |                                                                                 |                    |                             |
| 59 | 18                 | "Леворуко убиство"                   | Џонатан Фрејкс        | Марк Мазука                                                                     | 3. мај 1996.       | 11.70                       |
| Остаци једног Слоуновог друга пронађени су у ајкули, а ствар је постала још сумњивија када је откривено да је жртва имала три супруге.                               |                    |                                      |                       |                                                                                 |                    |                             |